# Perdita lenis
Perdita lenis är en biart som beskrevs av Timberlake 1958. Perdita lenis ingår i släktet Perdita och familjen grävbin. Inga underarter finns listade i Catalogue of Life.